# Flines-lès-Mortagne

Flines-lès-Mortagne este o comună în departamentul Nord, Franța. În 1 ianuarie 2022 avea o populație de 1.667 de locuitori.